# Нойман, Гюнтер
Гю́нтер Но́йман (нем. Günter Neumann) (31 мая 1920, Фрайберг — 24 января 2005, Вюрцбург) — немецкий филолог, лингвист, индогерманист, автор многочисленных трудов в этих областях.

## Биография
Гюнтер Нойман родился 31 мая 1920 года во Фрайберге, в семье преподавателя профессиональной школы. Во время Второй мировой войны, в возрасте 20 лет отправился солдатом на фронт. Находился на относительно спокойном участке фронта — в оккупированной северной Норвегии. За время службы выучил норвежский язык, на котором говорил свободно, без акцента.
Попал в плен к англичанам. После освобождения получал образование в Лейпциге. По совету известного лингвиста Йоганнеса Фридриха перевёлся в университет Геттингена, преподавал латынь и древнегреческий. В 1958 году стал доцентом, изучал и преподавал «состояние хеттской и лувийской языковых областей в эллинистическую и романскую эпохи». Нойманн приглашался по очереди в университеты Бонна, Гиссена и Вюрцбурга. В последнем он работал до ухода на пенсию.
Несмотря на тяжёлую болезнь (рак), которая и стала причиной его смерти, Нойман до последних дней активно занимался исследовательской работой, словом и делом помогал ученикам и коллегам-индоевропеистам.

## Избранная библиография
Нойман известен как автор и соавтор 22 больших работ, к основным из которых можно отнести:
1. Namenstudien zum Altgermanischen в Reallexikon der germanischen Altertumskunde; Ergänzungsband 59
2. Das Lykische und seine Verwandten в Nachrichten der Akademie der Wissenschaften zu Göttingen, Philologisch-Historische Klasse (Jahrg. 2004, Nr. 7)
3. Der grosse Kuros von Samos в Samos; Band 10
4. System und Ausbau der hethitischen Hieroglyphenschrift в Nachrichten der Akademie der Wissenschaften zu Göttingen, Philologisch-Historische Klasse (Jahrg. 1992, Nr. 4)
5. Phrygisch und Griechisch в Sitzungsberichte der Österreichischen Akademie der Wissenschaften, Philosophisch-Historische Klasse; Band 499
6. Die Sprachen im römischen Reich der Kaiserzeit: Kolloquium vom 8. bis 10. April 1974 в Bonner Jahrbücher des Rheinischen Landesmuseums in Bonn im Landschaftsverband Rheinland und des Vereins von Altertumsfreunden im Rheinlande; Band 40
7. Neufunde lykischer Inschriften seit 1901 в Denkschriften; Band 135
8. Hittite hieroglyphs and Luwian: new evidence for the connection в Nachrichten der Akademie der Wissenschaften in Göttingen, Philologisch-Historische Klasse; Jahrg. 1973, Nr. 6
9. Der niedersächsische Ortsname Göttingen в Nachrichten der Akademie der Wissenschaften in Göttingen; Jahrg. 1962, Nr. 5
10. Untersuchungen zum Weiterleben hethitischen und luwischen Sprachgutes in hellenistischer und römischer Zeit; 1958 und 1961
11. Fragmente von Apollodors Kommentar zum homerischen Schiffskatalog im Lexikon des Stephanos von Byzanz; 1953

Работы Ноймана публиковались и на русском языке. В частности в сборник статей «Тайны древних письмен. Проблемы дешифровки» (1976) помещены две его статьи:
- О языке критского линейного письма А (Zur Sprache der kretischen Linearschrift A)
- К современному состоянию исследования Фестского диска (Zum Forschungsstand beim «Diskos von Phaistos»)